# Phelophepa

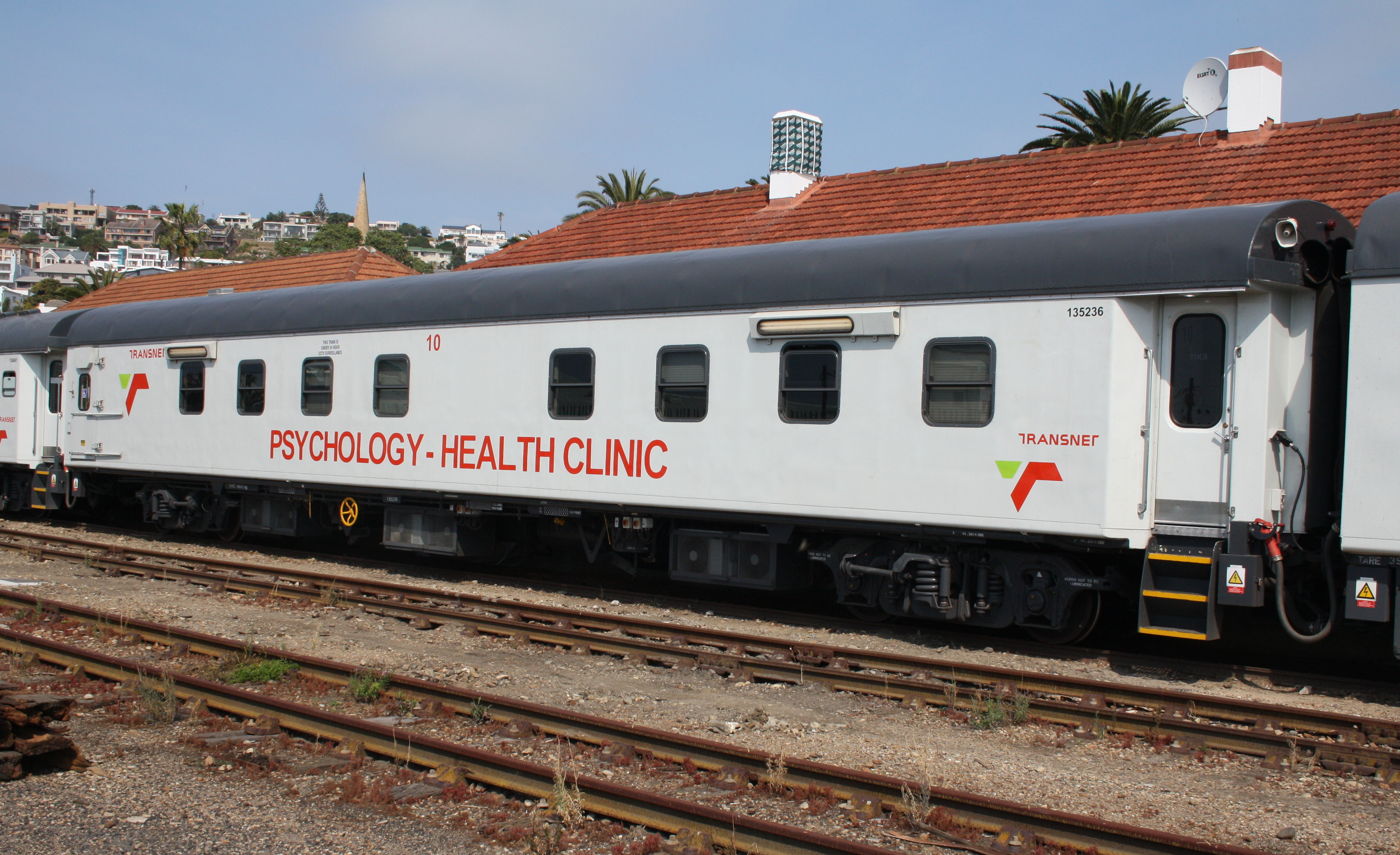
Wagen des Phelophepa

Phelophepa ist der Name eines Gesundheitszuges in Südafrika. Phelophepa ist ein Kunstwort aus den Sprachen Sesotho und Setswana und bedeutet gute, saubere Gesundheit. Der Zug ist seit 1994 jährlich neun Monate unterwegs. Diese „Klinik auf Schienen“ ähnelt einer Poliklinik.

## Beschreibung des Zuges und Arbeitsweise der Klinik
Der Phelophepa-Gesundheitszug ist rund 350 Meter lang und wiegt – ohne Lokomotive – über 600 Tonnen. Der Zug hat 18 Wagen (Stand 2013). Finanziert wird der Zug von der südafrikanischen Gesellschaft Transnet, die unter anderem den Schienengüterverkehr in dem Land betreibt, der Universität Johannesburg in Johannesburg sowie einer Vielzahl von weiteren Unterstützern, darunter der Pharmafirma Roche.
Der Zug macht in verschiedenen Orten im ländlichen Raum jeweils fünf Tage Station, um der dortigen Bevölkerung eine medizinische Grundversorgung anzubieten. In den Fahrzeugen des Zuges werden daneben Spezialuntersuchungen in den Bereichen Augenheilkunde, Zahnheilkunde, Psychologie sowie verschiedene Labortests und Röntgendiagnostik angeboten.
Am ersten Tag eines Einsatzes hält der Zug an einem Bahnhof. Dort werden in der Nähe des Zuges einige Zelte aufgebaut und Wartezonen eingerichtet. Anschließend wird etwa drei bis vier Tage praktiziert. Zum Personal gehören 23 ständig Mitarbeitende (darunter Sicherheitspersonal) und jeweils rund 40 Medizinstudenten, die sich auf ihren Beruf vorbereiten und Praktika von jeweils zwei Wochen Dauer leisten.

## Geschichte
1993 wurde der Gesundheitszug erstmals mit drei Wagen und einer Augenklinik gestartet. Eine Initiatorin war die Südafrikanerin Lynette Coetzee. Bereits 1994 hatte der Zug 13 Wagen, mit Augenärzten, Gesundheitstrainern und Allgemeinmedizinern.
Im Jahr 1995 wurde der Zug auf 15 Wagen erweitert und konnte nun auch eine Zahnklinik und eine Röntgenstation mitführen.
Ende 1996 wurde der Zug um einen weiteren Wagen erweitert. Der bisherige Zahnarztwagen wurde zur Psychologiepraxis, der neue Wagen zur Zahnarztklinik. 1998 wurde der Wagen der Röntgenklinik ebenfalls in einen Zahnarztwagen umgewandelt.

## Bedeutung
Die Mitarbeiter des Gesundheitszuges behandeln jährlich über 180.000 Patienten. Seit 1994 wurden 452.657 Menschen medizinisch behandelt. Außerdem haben 746.828 Menschen am Gesundheitstraining und medizinischen Schulungen teilgenommen (Stand 2007).
Viele Menschen, besonders Frauen im ländlichen Bereich, erhalten so erstmals in ihrem Leben ärztliche Hilfe. Beispielsweise können so massiv Sehbehinderte durch eine Brille erstmals ihre Umgebung erkennen. Viele Patienten haben tagelange Fußmärsche hinter sich.
Die meisten zu behandelnden Krankheiten sind Ausdruck der weit verbreiteten Armut auf dem Land. Viele Menschen leiden an Karies, verschleppten Lungenentzündungen oder Atemproblemen, die teilweise durch die Verwendung von Petroleum verursacht werden. Zahlreiche Kinder haben Wurmerkrankungen.
Die Phelophepa-Mitarbeiter können die weitere Behandlung von Krebs- und Diabetespatienten nicht übernehmen, da der Zug nur etwa alle zwei Jahre an einem Bahnhof Station macht. Auch AIDS wird nicht behandelt.
Die Mitarbeitenden können aber auf die Unterstützung von Kliniken, Ärzten und Sozialarbeitern in der Region zählen – und manchmal sogar auf die Hilfe traditioneller Medizinmänner. Bei einer Diagnose einer chronischen Krankheit werden die Patienten für eine weitere Behandlung an die nächste Klinik verwiesen.

## Finanzierung, Sponsoren, Unterstützung
Der Phelophepa-Gesundheitszug wird von akademischen Institutionen, Behörden, Gemeinden, verschiedenen Unternehmen und Gesellschaften, sowohl aus Südafrika als auch international, finanziell unterstützt.
- 2013 betrug das Budget rund 25 Millionen Südafrikanische Rand.[1]
- Allein Transnet bezahlt etwa 70 Prozent der laufenden Kosten, welche monatlich rund 875.000 Rand (rund 70.000 Euro, Stand September 2007) betragen.
- Zusätzlich hat Transnet umgerechnet rund eine Million Euro als Kapitalinvestition an Phelophepa überwiesen.
- Für die Behandlung sind geringe Zuzahlungen erforderlich: Medikamente kosten umgerechnet einen Euro, eine Brille kostete 2005 den Patienten einen Beitrag von 30 Rand (2008 etwa 2,50 Euro).
- Die finanziellen Mittel reichen nicht aus, so dass weitere Geldgeber gesucht werden.

## Filmdokumentation
Die Dokumentation Phelophepa – Der Zug der Hoffnung wurde 2004 in Deutschland hergestellt und am 25. Februar 2005 auf arte ausgestrahlt.